# Driope
Driope (in greco antico Δρυόπη Dryòpē), nella mitologia greca, era una principessa che fu trasformata in ninfa. In alcune fonti è figlia di Eurito, re di Ecalia, in altre di Driope re dei Driopi.

## Mitologia
Driope era in origine una giovane donna che in seguito divenne ninfa agreste. Nel mito custodisce le greggi per suo padre, insieme alle Amadriadi.

Fu una delle tante donne di cui abusò Apollo. Il mito narra che il dio si tramutò in una tartaruga per avvicinare le Amadriadi e Driope. Nel momento in cui Driope prese l'animale, questo si trasformò in serpente mettendo in fuga le ninfe, così da poter possedere in tranquillità Driope.
In seguito Driope sposò Andremone, ma dal rapporto col dio nacque Anfisso, fondatore della città di Eta, dove eresse un tempio al dio Apollo.
Il mito ha diverse versioni, tutte coincidenti fino alla nascita di Anfisso.
In una versione Driope diventa sacerdotessa di Apollo, nel tempio di Eta, fino a che le Amadriadi non la trasformano in una di esse, lasciando un pioppo al suo posto.
La versione più comune la vede invece commettere involontariamente un sacrilegio contro l'amadriade Lotide. Driope sarebbe andata nei pressi di un lago col figlioletto e la sorella Iole per offrire ghirlande alle ninfe del luogo. Nelle vicinanze si trovava una pianta di loto, da cui ella recise un fiore per far giocare suo figlio. Dai fiori cominciò a fuoriuscire sangue, poiché quella era la pianta in cui Lotide si era trasformata per sfuggire a Priapo, che voleva violentarla. Dopo poco, Driope cominciò a trasformarsi a sua volta in loto. Poco prima di perdere del tutto il suo aspetto umano salutò la sorella, il padre ed il marito, accorsi sul posto, e li pregò di prendersi cura del figlioletto, che era ancora tra le sue braccia. Chiese quindi che fosse affidato ad una nutrice e che fosse portato nei pressi dell'albero in cui si stava trasformando, per insegnargli l'amore per i fiori e le piante, raccomandandogli di rispettarle poiché in ognuna poteva trovarsi il corpo di un'Amadriade.
Nell'Eneide Driope, già divenuta ninfa, si unisce a Fauno (un personaggio non bene conosciuto, quasi sicuramente un etrusco, omonimo del dio italico), dal quale ha il grintoso eroe Tarquito, alleato di Turno nella guerra contro i Troiani e destinato a finir vittima di Enea.
Driope è la ninfa legata alla pianta Capelvenere.